# Zwarte markt

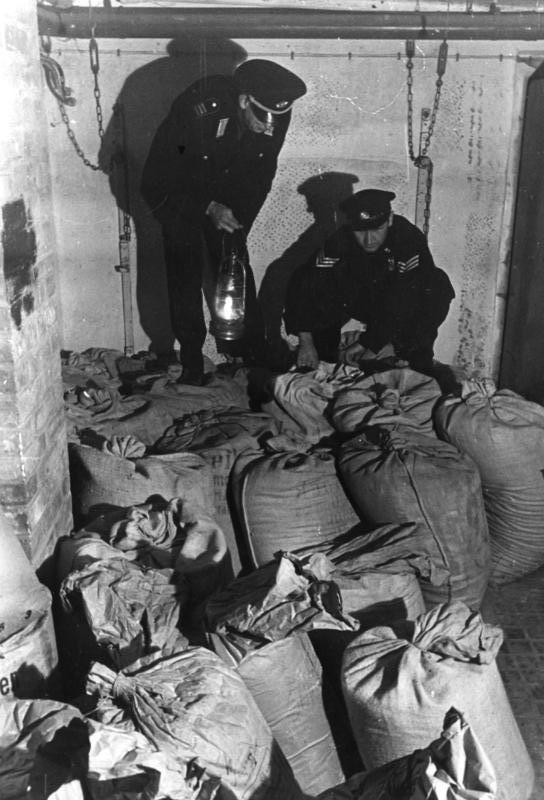
Duitsland, 1947. Goederen van een zwarthandelaar worden in beslag genomen.

De zwarte markt is de economische bedrijfssector waarin onwettige economische transacties plaatsvinden, in het bijzonder het illegaal kopen en het verkopen van koopwaar. Enkele voorbeelden:
- De goederen kunnen zelf onwettig zijn, zoals de verkoop van verboden wapens of de onwettige drugshandel;
- De koopwaar kan gestolen zijn;
- De koopwaar kunnen wettige goederen zijn die onwettig worden verkocht om belastingbetalingen of vergunningen te vermijden, zoals sigaretten of niet geregistreerde vuurwapens;
- De goederen zijn voordelig opgekocht en worden voor (veel) hogere prijzen verkocht, zoals toegangskaarten voor evenementen;[bron?]
- De goederen zijn gerantsoeneerd en worden voor hogere prijzen verkocht door degenen die er geen gebruik van maken, zoals tabak in de bezettingstijd en benzine tijdens de oliecrisis.

Ook minimum- en maximumprijzen kunnen leiden tot het ontstaan van een zwarte markt.
Van zwarte markten wordt gezegd dat ze zich ontwikkelen wanneer de staat beperkingen aan de productie of de levering van goederen en de diensten oplegt die in conflict met markteisen komen. Deze markten bloeien wanneer de staatsbeperkingen, zoals tijdens verbod of rantsoeneren, streng zijn. Nochtans zijn de zwarte markten normaal aanwezig binnen iedere economie.
In de Tweede Wereldoorlog bloeide de zwarte handel. Na de oorlog werden sommige zwarthandelaars opgesloten en veroordeeld.
Van de handel op de Utrechtse en Beverwijkse Bazaar kan nauwelijks gezegd worden dat ze 'zwart' is. Wel worden beide vaak zwarte markt genoemd.

## Afbeeldingen

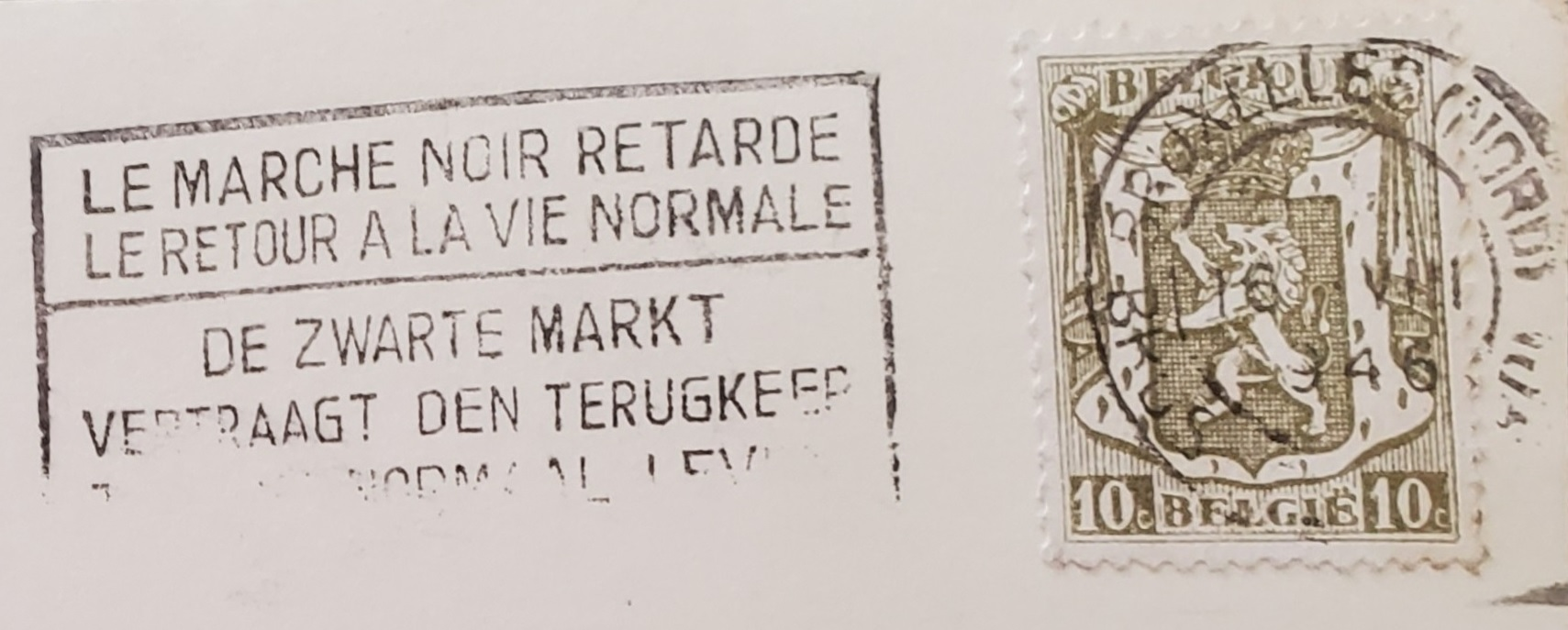
Belgisch stempel 1946.
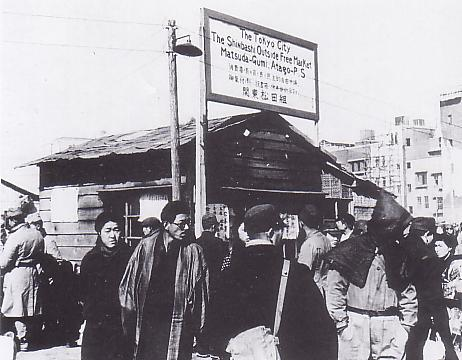
Een zwarte markt in Shinbashi
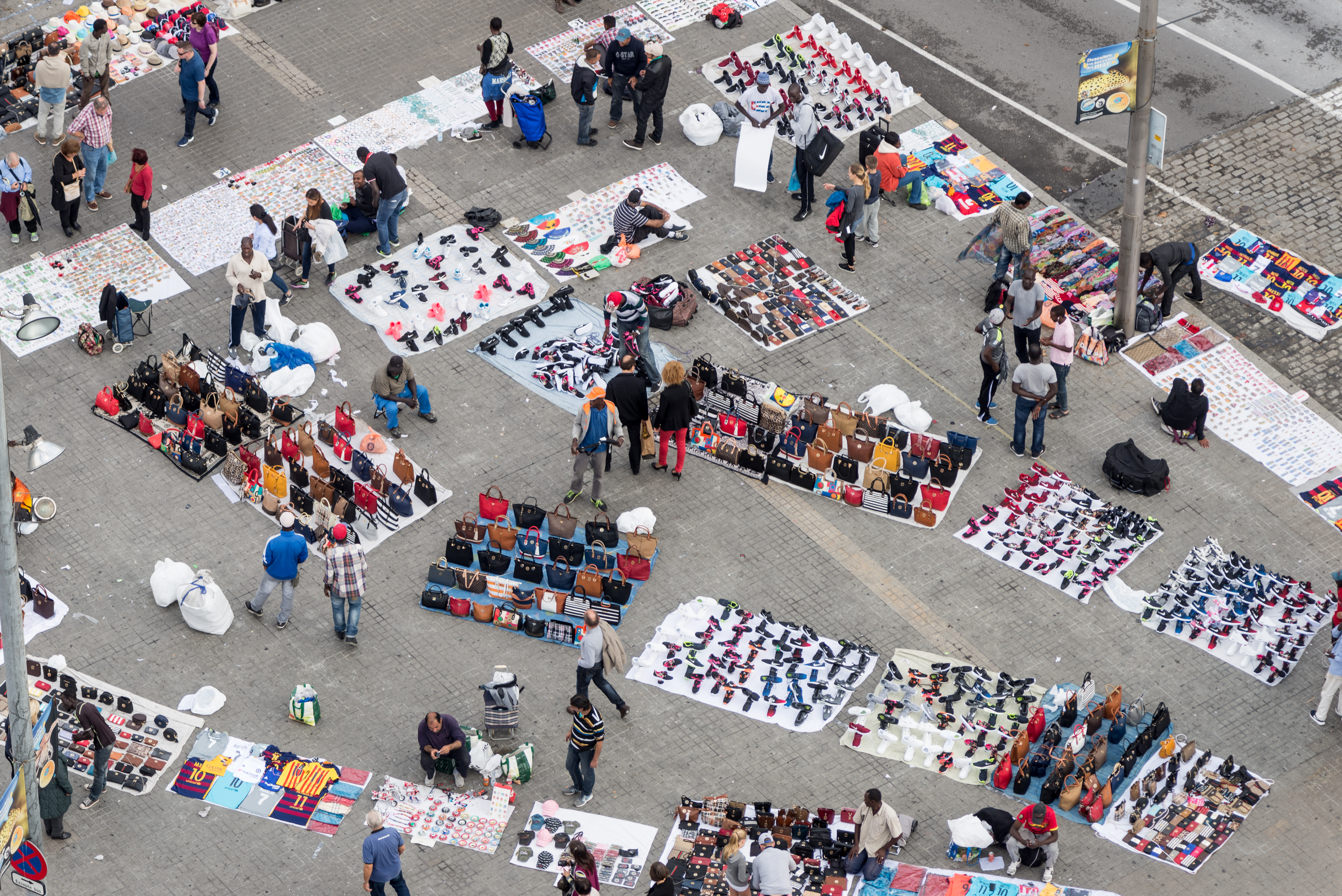
Barcelona 2015